# Casa de Salinas
La casa de Salinas, es un edificio del siglo XVI ubicado en el centro histórico de la ciudad de Sevilla, Andalucía, España.

## Descripción
Presenta una fachada muy sencilla, la portada principal es adintelada y da acceso a un zaguán-apeadero pavimentado con losas procedentes de Tarifa. En el interior destaca el patio principal de doble altura rodeado por columnas de mármol que forman arcos de medio punto adornados con bellas yeserías del siglo XVI. Los muros están recubiertos con zócalos de azulejos de arista fabricados en Triana en el siglo XVI. En un segundo patio interior se encuentra un bello mosaico del siglo II dedicado a Baco procedente de la ciudad romana de Itálica, presidiendo este espacio puede contemplarse la imagen de la Virgen de los Remedios trasladada desde el antiguo Convento de los Remedios (Sevilla). La planta alta cuenta con diferentes vidrieras fabricadas por La Cartuja de Sevilla-Pickman.
Alrededor del patio principal se sitúan las habitaciones de la casa y la escalera que comunica las dos plantas. En este tipo de edificios era costumbre utilizar las estancias de la planta inferior en verano por ser más frescas y las de la planta alta en invierno. Dispone por lo tanto de un comedor de verano y otro de invierno.

## Historia
El edificio original fue construido en 1577 por Baltasar de Jaén, constituyendo la residencia principal de su linaje hasta el siglo XIX. Tras extinguirse el mayorazgo de los Jaén en 1843, la construcción tuvo diversos usos, entre otros logia masónica. Finalmente fue adquirida por la familia Ybarra. En 1930 Manuel de Salinas Malagamba, compró la casa a la sobrina de Eduardo Ybarra, permaneciendo en poder de dicha familia hasta la actualidad.